# Cesium-113
Cesium-113 of 113Cs is een onstabiele radioactieve isotoop van cesium, een alkalimetaal. De isotoop komt van nature niet op Aarde voor. Cesium-113 is de op een na lichtste isotoop van het element.

## Radioactief verval
Cesium-113 bezit een uiterst korte halveringstijd: 16,7 microseconden. Het vervalt vrijwel volledig (99,97%) door protonemissie naar de radio-isotoop xenon-112:
{\displaystyle {\ce {{^{113}_{55}Cs}->{^{112}_{54}Xe}+\,p^{+}}}}
De vervalenergie hiervan bedraagt 973,53 keV. 
Een zeer kleine gedeelte (0,03%) vervalt door β+-verval, waarbij de radio-isotoop xenon-113 gevormd wordt:
{\displaystyle {\ce {{^{113}_{55}Cs}->{^{113}_{54}Xe}+{e^{+}}+{\nu }_{e}}}}
Cesium-113 is theoretisch gezien in staat tot alfaverval naar jodium-109:
{\displaystyle {\ce {{^{113}_{55}Cs}->{^{109}_{53}I}+\,_{2}^{4}\alpha }}}
De vervalenergie hiervan bedraagt 3,48435 MeV.
111Cs · 112Cs · 113Cs · 114Cs · 115Cs · 116Cs · 116mCs · 117Cs · 117mCs · 118Cs · 118mCs · 119Cs · 119mCs · 120Cs · 120mCs · 121Cs · 121mCs · 122Cs · 122m1Cs · 122m2Cs · 122m3Cs · 123Cs · 123m1Cs · 123m2Cs · 124Cs · 124mCs · 125Cs · 125mCs · 126Cs · 126m1Cs · 126m2Cs · 127Cs · 127mCs · 128Cs · 129Cs · 130Cs · 130mCs · 131Cs · 132Cs · 133Cs · 134Cs · 134mCs · 135Cs · 135mCs · 136Cs · 136mCs · 137Cs · 138Cs · 138mCs · 139Cs · 140Cs · 141Cs · 142Cs · 143Cs · 144Cs · 144mCs · 145Cs · 146Cs · 147Cs · 148Cs · 149Cs · 150Cs · 151Cs · 152Cs